# Ludwig Theodor Elze

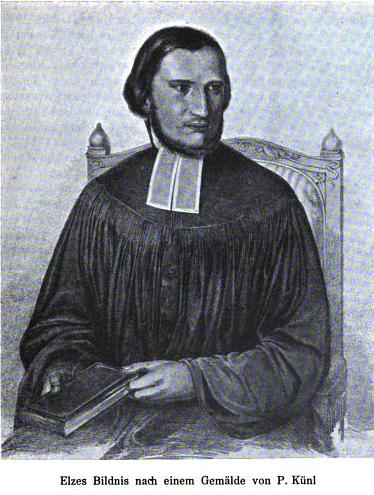
Ludwig Theodor Elze

Ludwig Theodor Elze (* 17. Juli 1823 in Dessau; † 27. Juni 1900 in Venedig) war ein deutscher Kirchenhistoriker, Slawist und evangelischer Geistlicher.

## Leben
Ludwig Theodor Elze wurde als Sohn des Dessauer Pfarrers Karl Wilhelm Elze und dessen Frau Louise, geborene De Marées, geboren. Sein Bruder war der Anglist Friedrich Karl Elze. Zunächst besuchte er auf eine Volksschule dann ein Gymnasium seiner Heimatstadt. 1839 machte er eine Reise durch den Harz. Schließlich studierte er seit 1842 evangelische Theologe an der Universität Tübingen unter anderem bei Ferdinand Christian Baur und 1844/1845 an der Humboldt-Universität zu Berlin. Ein Semester lang studierte er auch Medizin, nebenbei war er Predigerkandidat. Während der Studienzeit reiste er auch in die Schweiz und die Niederlande.
Nachdem er 1845 in Dessau seine theologische Prüfung bestanden hatte, wurde er im Herbst dieses Jahres Erzieher Franz von Reinas, des Sohnes von Prinz Georg von Anhalt-Dessau. Auch war er Hofprediger, wobei ihm die Ordination seitens der Kirchenbehörde verweigert wurde. In dieser Zeit hielt er sich in Deutschland, aber teils auch in Österreich und Italien auf. Auch reiste er mit Franz nach Rom. Zu dieser Zeit war er noch einfacher Predigerkandidat, im Juni 1847 aber beerdigte er den verstorbenen Maler Johann Christian Reinhart, nachdem dessen Kollegen Elze darum gebeten hatten. Dies war ein Verstoß gegen die Vorschriften des Konsistoriums, da Elze immer noch nicht ordiniert war.
Ende des Jahres 1847 reiste Elze mit dem Prinzensohn nach Mannheim und beging dort einen ähnlichen formalen Fehler. Damit sah sich das Konsistorium mit seiner Geduld am Ende, sämtliche weitere Gesuche nach Ordination wurden zunächst abgelehnt. 1849 rächte er sich dafür, indem er eine Schrift herausgab, in der er die Verhandlungen mit dem Konsistorium schilderte. Trotzdem konnte die gewünschte Ordination weiterhin nicht erreicht werden. Die Tätigkeit als Erzieher übte er bis 1851 aus, denn in diesem Jahr wurde Franz 19 Jahre alt und trat der österreichischen Marine bei.
Am 21. April dieses Jahres 1851 wurde Elze als Pfarrer in Laibach gewählt. Dort sollte er der erste evangelische Pfarrer der Christuskirche zu Laibach werden, denn die dortigen evangelischen Christen versuchten bereits 24 Jahre lang, als eigenständige Diasporagemeinde anerkannt zu werden. Am 24. Mai des Jahres verheiratete er sich in Zerbst mit der aus Liverpool stammenden Dichterin Mary Zoe Turner, die bereits vorher mit einem Geistlichen aus England verheiratet gewesen war und 1893 starb. Schließlich wurde seine Wahl zum Pfarrer auch seitens des Landesfürsten bestätigt, sodass er am 6. Januar des nächsten Jahres tatsächlich in das Amt eingeführt wurde. 1865 wechselte er in diesem Amte nach Meran und seit dem 6. Juni 1868 nach Venedig. Zeitzeugen beschrieben sein Wirken in Meran und Venedig als sehr positiv, obgleich er in Meran keine Konstituierung durchsetzen konnte.
Die Universität Tübingen verlieh Elze im Jahre 1877 für seine Schrift Die Universität Tübingen und die Studenten aus Krain die Ehrendoktorwürde, anschließend fungierte er auch als Hofrat. Von der Pfarrstelle in Venedig trat er 1891 in den Ruhestand und verstarb dort am 27. Juni 1900.

## Wirken
Elze beschäftigte sich in seiner freien Zeit viel mit dem Dichten, mit Numismatik, Volkskunde und Kulturgeschichte, aber auch mit den neueren Sprachen. So sprach er fließend die englische, die französische und die italienische Sprache, auch die slowenische Sprache beherrschte er so, dass er die Bibelübersetzung Jurij Dalmatins verstehen konnte. Er setzte sich in seiner Laibacher Zeit mit der Reformationsgeschichte in Krain und Slowenien auseinander, da er Zugriff auf das Laibacher Archiv hatte. Er zählt als erster Fachmann auf diesem Spezialgebiet und machte sich verdient um das Gebiet der slowenischen Literatur- und Kulturgeschichte. Außerdem erforschte er die Geschichte des Protestantismus in Krain. Somit war er ein bedeutender Philologe slawischen Gebietes.
Elze war Mitglied des Laibacher historischen Vereins. Dieser besaß ein eigenes Archiv, eine eigene Bibliothek und gab Mitteilungen heraus. Zusammen mit dem Verein widmete er sich der krainischen Reformationsgeschichte und wollte dazu ein Buch schreiben. Dies gelang ihm aber nicht mehr, da er sich immer mehr Materialien vornahm und die Zeit verstrich, außerdem hatte er dafür keine genügenden Kenntnisse der südslawischen Sprachen.
Für seine Arbeiten suchte er zwar in krainischen Archiven, hatte dabei aber teils Schwierigkeiten wegen seiner evangelischen Konfession. Als er schließlich einsah, in den dortigen Archiven keine weiteren bedeutenden Urkunden finden zu können, sammelte er in Deutschland weiter, insbesondere in Stuttgart und Tübingen. So konnte er wertvolle Bücher sammeln und auch solche, die als verschollen galten.
Elze malte auch kleinere Bilder und beschäftigte sich mit der Münzgeschichte Anhalts. Er publizierte viele Schriften, Gedichte oder Aufsätze. Unter seinen Werken befindet sich aber keines, das groß und bedeutend ist. Zudem schrieb er neun Artikel für die Allgemeine Deutsche Biographie.
Er war ein begabter und vielseitiger Mann, der schon seit seiner Studienzeit poetische Veranlagungen zeigte und mit bekannten Dichtern verkehrte. Allerdings blieben die meisten seiner Gedichte auf seinen eigenen Wunsch ungedruckt.

## Publikationen
- Kurze Geschichte der evangelischen Gemeinde Laibach im 19. Jahrhundert (Villach 1856).
- Rede bei der Beisetzung der Leiche Ihrer Hoheit Luise Fürstin von Windischgrätz, Herzogin zu Mecklenburg[-Schwerin], auf Schloss Wagensberg den 21. März 1859. Kleinmayr & Bamberg, Laibach 1859.
- Ein Besuch im Cordon an der bosnischen Grenze (Laibach 1862).
- Die Superintendenten der evangelischen Kirche in Krain während des sechzehnten Jahrhunderts (Wien 1863; Digitalisat).
- Das Kaiserfest in der Adelsberger Grotte am 11. März 1858 (Laibach 1864)
- Maiblumen (Gedicht anlässlich seines 25. Hochzeitstages am 24. Mai 1876 in Tübingen seiner Gattin gewidmet)
- Die Universität Tübingen und die Studenten aus Krain (Tübingen 1877; Digitalisat).
- Zur Geschichte des englischen Theaters um 1624. In: Jahrbuch der Deutsche Shakespeare-Gesellschaft. Jg. 12, 1877, S. 315–318.
- Geschichte der protestantischen Bewegungen und der Deutschen Evangelischen Gemeinde in Venedig (Bielefeld 1883; Digitalisat).
- Die slovenischen protestantischen Druckschriften des 16. Jahrhunderts (Venedig 1896).
- Venezianische Skizzen zu Shakespeare (München 1899; Digitalisat).